# Moses Peter
Moses Peter est un joueur professionnel nigérian (état Akwa-Ibom) de Scrabble anglophone.
Il a notamment été vice-champion du monde WESPA en 2017. Il a aussi été champion d'Afrique en 2018.

## Palmarès
- Or : Championnat d'Afrique 2018 [1],[2];
- Or : Godswill Apkabio Scrabble International Classic 2010 [3];
- Or : Championnat du Nigeria 2012 [4],  2018 [5];
- Argent : Championnat mondial WESPA 2017 [6].

| Année | World SC | Wespac | African SC | Apkabio |
| ----- | -------- | ------ | ---------- | ------- |
| 2008  |          |        | 9e         | 5e      |
| 2009  |          |        |            | 12e     |
| 2010  |          |        | ___        | Or      |
| 2011  |          |        |            | 17e     |
| 2012  |          |        | 9e         | 17e     |
| 2013  |          |        |            | 36e     |
| 2014  |          |        | 9e         | 37e     |
| 2015  |          | ___    |            |         |
| 2016  |          |        | ___        |         |
| 2017  |          | Argent |            | 7e      |
| 2018  |          |        | Or         |         |